# Denis Pimankov
Denis Pimankov (Ekaterimburgo, Rusia, 4 de febrero de 1975) es un nadador ruso retirado especializado en pruebas de estilo libre, donde consiguió ser campeón mundial en 2003 en los 4 x 100 metros estilo libre.

## Carrera deportiva
En el Campeonato Mundial de Natación de 2003 celebrado en Barcelona ganó la medalla de oro en los relevos de 4 x 100 metros estilo libre, con un tiempo de 3:14.06 segundos, por delante de Estados Unidos (plata con 3:14.80 segundos) y Francia (bronce con 3:15.66 segundos).